# Bénilde
Pour les articles homonymes, voir Bénilde (homonymie).
Pierre Romançon, en religion frère Bénilde, est né le 14 juin 1805 à Thuret (France) et mort le 13 août 1862 à  Saugues (France), est un religieux de l'institut des Frères des Écoles Chrétiennes qui a consacré sa vie à l'éducation des jeunes.
Canonisé le 29 octobre 1967 par le pape Paul VI, il est célébré le 13 août de chaque année,.

## Biographie
Pierre est le quatrième enfant d'une fratrie de six. Ses parents sont agriculteurs. Il est baptisé et fait sa première communion à l'église Saint-Martin de Thuret. Il fait ses études chez les Frères des écoles chrétiennes de Riom qu'il souhaite intégrer ensuite. Il perd très tôt sa mère, ses deux sœurs et un frère ; ses deux frères ainés, jumeaux qu'il n'a pas connus, sont décédés quelques jours après leur naissance.
Doué pour les études il est engagé à l'âge de quatorze ans par les frères des Écoles Chrétiennes comme assistant-instituteur
En 1819, il demande à rejoindre l'institut des Frères des Écoles Chrétiennes pour y devenir religieux, mais sa demande est refusée compte tenu de son âge. Il refait une demande l'année suivante qui est acceptée.
En février 1820, contre l'avis de son père, il rejoint le noviciat de Clermont-Ferrand. En juin 1820 il prononce ses vœux religieux et prend le nom de « frère Bénilde ».
Durant 20 ans, il est employé dans diverses écoles élémentaires que dirigent l'institut des Frères des Écoles Chrétiennes (Riom, Moulins, Limoges, Aurillac, Clermont-Ferrand, Billom),. Pendant une courte période, il fut également responsable de la cuisine et du potager.
Le 21 septembre 1841, Pierre est envoyé à Saugues pour fonder et diriger une nouvelle école, demandée par cette municipalité et financée par souscription publique. Il y restera jusqu'à sa mort. Il y rencontre beaucoup d'incompréhensions et de souffrances ; aggravées par un travail éreintant (trois frères pour environ trois cents élèves).
Frère Bénilde a la réputation d’être strict mais juste. Bientôt, la petite école de Saugues devient le centre de la vie sociale et intellectuelle de la ville, avec des cours du soir pour les adultes et un soutien aux élèves les plus faibles.
Il consacre également un effort particulier à l'enseignement du catéchisme, à la préparation des premières communions, dans les visites aux malades et la prière avec eux,.
Pédagogue modeste il est particulièrement efficace pour éveiller des vocations. Au moment de sa mort,  200 frères et 15 prêtres sont issus du canton de Saugues.
Il meurt le 13 août 1862.
Un premier miracle est constaté le jour même de ses obsèques où une personne paralysée recouvrit l’usage de ses jambes au passage du cortège funèbre. Son tombeau devint vite un lieu de pèlerinage.

## Reconnaissance par l'Église
Pierre Romançon est proclamé vénérable par le pape Pie XI le 6 janvier 1928. Le 4 avril 1948 il est béatifié par le pape Pie XII qui dit de lui qu' « ll fit les choses communes d'une manière non commune » et le 29 octobre 1967 il est canonisé par le pape Paul VI.
L'Église célèbre sa mémoire le 13 août de chaque année
La châsse contenant ses reliques est conservée dans l'église Saint-Médard de Saugues.

## Patronage
Frère Bénilde jouait de l’accordéon diatonique pour apprendre la musique à ses élèves, pour se distraire avec ses frères mais aussi pour accompagner les chants à l’église. Il devint le saint patron des accordéonistes en 1990,. La première célébration fut dite par l'archevêque de Chambéry, Mgr Feidt, le dimanche 12 août 1990.

## Hommages
- L'église de son village natal de Thuret a reçu le vocable de Saint-Bénilde. Un pèlerinage y a lieu chaque été. On peut également visiter sa maison natale.
- Lors de la réorganisation des paroisses de l'ardiocèse de Clermont en 2002, l'ensemble pastoral centré sur Aigueperse et comprenant Thuret a été nommé paroisse Saint-Bénilde-en-Limagne.
- À Saugues, saint Bénilde est fêté le dimanche avant le 15 août (anniversaire de son décès le 13 août 1862). Le lendemain, les malades, infirmes ou personnes âgées se réunissent pour une messe des malades.
- En 2012, les paroisses de Saugues et celles des environs ont été regroupées pour former l'ensemble paroissial Saint-Bénilde-en-Margeride.

## Citation
- « Sans la foi, ce serait un rude métier que le nôtre. Mais tout change avec la foi. »